# Prix Gusi de la Paix
Le prix Gusi de la Paix est une récompense décernée par la fondation Gusi Peace Prize International, qui est située à Manille, aux Philippines. Le prix Gusi de la Paix récompense les personnes et les organisations qui ont contribué à la paix mondiale dans différents domaines. Les cérémonies de remise de prix sont tenues tous les ans à Manille, le quatrième mercredi du mois de novembre.
En plus du prix, la fondation dirige des missions médicales et de bienfaisance dans différentes régions des Philippines.
Le prix Gusi de la Paix fait référence à la Proclamation présidentielle n° 1476 signée par la Présidente des Philippines, Gloria Macapagal-Arroyo, qui annonce que chaque quatrième mercredi de novembre sera le « jour de Prix Gusi de la Paix ». Il a été créé par Barry Gusi comme un moyen de continuer le travail de son père, Gemeniano Javier Gusi, un ancien guérillero de la Seconde Guerre mondiale qui s’est battu contre les Japonais et qui est ensuite devenu un politicien et un défenseur des droits de l’Homme.

## Contexte

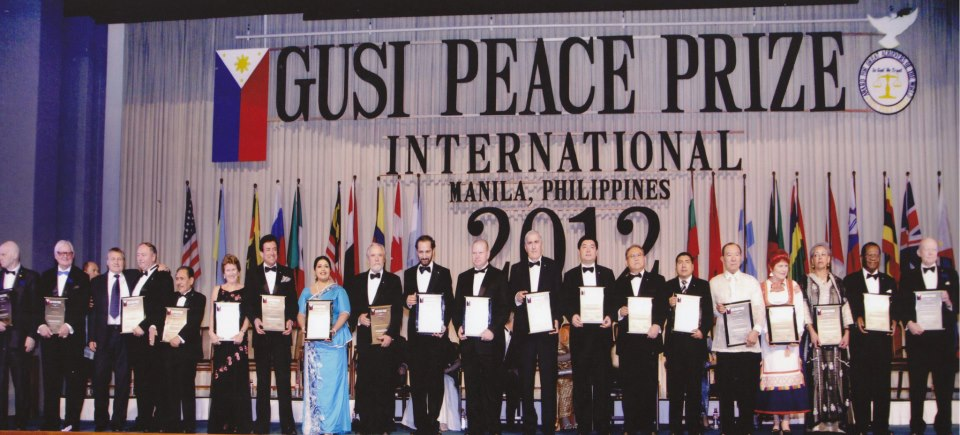
Lauréats du Prix Gusi de la Paix en 2012.

La fondation Prix Gusi de la Paix est une institution caritative déclarée à Manille aux Philippines. Son objectif principal est de remettre des prix de reconnaissance à des personnes ou des groupes qui ont contribué à la paix et au respect de la vie humaine et de la dignité. La fondation récompense les accomplissements dans une grande variété de domaines.

## Cérémonie
La cérémonie de remise de prix est tenue tous les ans le quatrième mercredi de novembre (« The Gusi Peace Prize International Friendship Day »). L’évènement a lieu au Philippine International Convention Center de Manille. Les lauréats doivent être présents pour recevoir le prix, à l’exception de circonstances extrêmes comme un problème de santé ou un accident. Pour présenter les cultures internationales, des artistes traditionnels des différents pays montent sur scène pendant les cérémonies. C’est aussi une tradition d’avoir comme maitresse de cérémonie une femme qui incarne le mieux les Philippines comme des tenantes de titres de beauté internationaux. Avant la fin de l’évènement, une cérémonie a lieu durant laquelle une colombe est libérée sur la scène pour symboliser la paix dans le monde.

## Lauréats

### 2002
| Lauréats                    | Pays        | Catégorie du prix            |
| --------------------------- | ----------- | ---------------------------- |
| Anthony Quinn               | États-Unis  | Excellence cinématographique |
| Robert Barbers (en)         | Philippines | Droits de l’Homme            |
| Aquilino Pimentel, Jr. (en) | Philippines | Politique                    |
| Angelo Reyes                | Philippines | Services sociaux             |
| Benjamin Abalos (en)        | Philippines | Services sociaux             |

### 2003
| Lauréats             | Pays        | Catégorie du prix                |
| -------------------- | ----------- | -------------------------------- |
| Fernando Poe Jr.     | Philippines | Excellence cinématographique     |
| Max Soliven (en)     | Philippines | Journalisme                      |
| Julita V. Sotejo     | Philippines | Soins                            |
| Carmen Fernandez     | Guam        | Universitaire                    |
| Jesse Anderson Lujan | Guam        | Sports (Mr. Univers)             |
| Rodolfo Biazon (en)  | Philippines | Législation                      |
| Tommy Remengesau     | Palaos      | Sens politique                   |
| Gloria Gibbon Salii  | Palaos      | Droits des populations indigènes |
| Enrique P. Syquia    | Malte       | Services sociaux                 |
| Teresita Ang See     | Philippines | Droits de l’Homme                |
| Mildred A. Go        | Philippines | Universitaire                    |
| Julius Babao (en)    | Philippines | Journalisme de télévision        |
| Fe del Mundo         | Philippines | Médecine (pédiatrie)             |

### 2004
| Lauréats                     | Pays        | Catégorie du prix                       |
| ---------------------------- | ----------- | --------------------------------------- |
| Dolphy                       | Philippines | Excellence cinématographique            |
| John Michael Quinata         | Guam        | Législation                             |
| Gaudencio Rosales            | Philippines | Religion                                |
| Feliciano Belmonte Jr.       | Philippines | Politique                               |
| Hiro Kundamal                | Inde        | Services sociaux                        |
| Eugenio Torre                | Philippines | Sports (échecs)                         |
| Iichiro Ohhira               | Japon       | Découverte scientifique (lactobacilles) |
| Mel Tiangco (en)             | Philippines | Journalisme de télévision               |
| Andrew Douglas Maclagan (en) | Royaume-Uni | Services sociaux                        |
| Fundador C. Soriano          | Philippines | Journalisme de télévision               |
| Lee Xiu Mien                 | Chine       | Universitaire                           |
| Peter K. W. Fong             | Hong Kong   | Universitaire                           |
| Georg von Dziembowski        | Allemagne   | Technologie du génie (Nokia)            |

### 2005
| Lauréats                   | Pays             | Catégorie du prix        |
| -------------------------- | ---------------- | ------------------------ |
| Madeleine Bordallo         | Guam             | Législation              |
| Edward Hagedorn (en)       | Philippines      | Environnement            |
| Nikitas Lulias             | Grèce            | Religion                 |
| Li Qi                      | Chine            | Arts visuels             |
| Sundaram Natarajan (en)    | Inde             | Médecine (ophtalmologie) |
| George Dovellos            | Grèce            | Services sociaux         |
| Maria Coop                 | Philippines      | Services sociaux         |
| Anthony C. H. Wong         | Hong Kong        | Services sociaux         |
| Gina Lopez                 | Philippines      | Droits des enfants       |
| David T. Bussau            | Nouvelle-Zélande | Services sociaux         |
| Alexandra Prieto-Romualdez | Philippines      | Humanitarisme            |
| Malcolm William Prowse     | Australie        | Droits de l’Homme        |
| Arlene Riccio              | États-Unis       | Services sociaux         |
| Jose Mari Chan (en)        | Philippines      | Arts du spectacle        |

### 2006
La cérémonie a été présentée par la Présidente Gloria Macapagal-Arroyo, au Meralco Theater le 22 novembre 2006.
| Lauréats              | Pays             | Catégorie du prix                   |
| --------------------- | ---------------- | ----------------------------------- |
| Fidel V. Ramos        | Philippines      | Sens politique                      |
| Ram Jethmalani (en)   | Inde             | Droit humanitaire                   |
| Ching Hai             | Viêt Nam         | Philanthropie                       |
| Tarmizi Taher (en)    | Indonésie        | Religion                            |
| Carl T. C. Gutierrez  | Guam             | Service public                      |
| Ioannis Lyras         | Grèce            | Humanitarisme (chirurgie plastique) |
| Datuk Ismail Mohammad | Malaisie         | Services sociaux                    |
| A. J. Hackett         | Nouvelle-Zélande | Sports (saut à l’élastique)         |
| Katya Grineva         | Russie           | Arts du spectacle (piano)           |
| Bup Kwan              | Corée du Sud     | Services sociaux                    |
| Felipe I. Tolentino   | Philippines      | Médecine (ophtalmologie)            |
| Corsie Legaspi        | Philippines      | Services sociaux                    |
| Carlo J. Caparas (en) | Philippines      | Excellence cinématographique        |
| Leung Ping Chung      | Hong Kong        | Universitaire                       |
| Wang Zushi            | Chine            | Conservation de l’héritage culturel |

### 2007
| Lauréats              | Pays                        | Catégorie du prix         |
| --------------------- | --------------------------- | ------------------------- |
| Elias Camsek Chin     | Palaos                      | Sens politique            |
| Ney Robinson Suassuna | Brésil                      | Gouvernance politique     |
| Heherson Alvarez      | Philippines                 | Service public            |
| Elmo Johnson          | États fédérés de Micronésie | Droits des indigènes      |
| Michalos Constantine  | Grèce                       | Création d’emplois        |
| Constancia de Guzman  | Philippines                 | Anti-corruption           |
| Persida Rueda-Acosta  | Philippines                 | Droits de l’Homme         |
| George Bistis         | États-Unis                  | Journalisme de télévision |
| Tae Sup Lee           | Corée du Sud                | Services sociaux          |
| Thomas Cheng Wai Yu   | Hong Kong                   | Sports (arts martiaux)    |
| Peter Schantz (en)    | États-Unis                  | Médecine (vétérinaire)    |
| Farland Stanley       | États-Unis                  | Archéologie               |
| Shigeru Suganami      | Japon                       | Services sociaux          |
| Thep Phongternith     | Thaïlande                   | Universitaire             |
| Yu Pang Lin           | Chine                       | Services sociaux          |

### 2008
| Lauréats               | Pays        | Catégorie du prix       |
| ---------------------- | ----------- | ----------------------- |
| Gus Bilirakis          | États-Unis  | Législation             |
| Charles Njonjo (en)    | Kenya       | Sens politique          |
| Tan Sri Pandikar Mulia | Malaisie    | Législation             |
| Henry Lee (en)         | États-Unis  | Enquête criminelle      |
| Harold Thompson        | Australie   | Médecine                |
| Antonio Lopez          | Philippines | Journalisme             |
| James Boss             | Singapour   | Innovation scientifique |
| Cosme Naval            | Philippines | Ophtalmologie           |
| Kevin Kwan (en)        | Hong Kong   | Aquaculture             |
| Rosario Uriarte        | Philippines | Services sociaux        |
| Dan Reinstein (en)     | Royaume-Uni | Ophtalmologie           |
| Rolf Schwind           | Allemagne   | Industrie du laser      |
| Giorgos Tasou          | Chypre      | Services sociaux        |

### 2009
| Lauréats                | Pays        | Catégorie du prix                   |
| ----------------------- | ----------- | ----------------------------------- |
| Bob Filner              | États-Unis  | Législation                         |
| Fuziah Raja Uda         | Malaisie    | Conservation de l’héritage culturel |
| Lea Salonga             | Philippines | Arts du spectacle                   |
| Massimo Romagnoli       | Italie      | Politique                           |
| Alice Chiu              | Hong Kong   | Philanthropie                       |
| Charalambos Lambrou     | Chypre      | Services sociaux                    |
| Timi Bakatselos         | Grèce       | Services sociaux                    |
| Ho Son Fat              | Macao       | Médecine (urologie)                 |
| Natividad Mercedes Meza | Paraguay    | Droit humanitaire                   |
| Surapee Rojanavongse    | Thaïlande   | Préservation de l’héritage culturel |
| Liu Chi Chun            | Taïwan      | Services sociaux                    |
| Joseph A. Faller        | Philippines | Services sociaux                    |
| Emil-Silvio Ciobata     | Roumanie    | Arts du spectacle                   |
| Alexey Steele (en)      | États-Unis  | Arts visuels                        |
| Silvia Scherer          | Suisse      | Services sociaux                    |
| Christine M. Warnke     | États-Unis  | Humanitarisme                       |
| Preciosa Soliven        | Philippines | Universitaire                       |
| Ali Nasuh Mahruki       | Turquie     | Sports                              |

### 2010
| Lauréats              | Pays        | Catégorie du prix                                         |
| --------------------- | ----------- | --------------------------------------------------------- |
| Arnold Foote          | Jamaïque    | Paix et respect mutuel                                    |
| Mary Chinery-Hesse    | Ghana       | Diplomatie                                                |
| Michael Nobel (en)    | Suède       | Universitaire                                             |
| Oliver Revell         | États-Unis  | Application du droit international et maintien de la paix |
| Mahinda Hathurusinghe | Sri Lanka   | Droits de l’Homme                                         |
| Yank Barry            | Canada      | Services sociaux                                          |
| Art Ong Jumsai        | Thaïlande   | Universitaire                                             |
| Lo Seng Chung         | Chine       | Services sociaux                                          |
| Jivko Jelev           | Bulgarie    | Innovation scientifique                                   |
| Rocky Evangelista     | Philippines | Services sociaux                                          |
| Irinel Poppescu       | Roumanie    | Médecine (greffe de foie)                                 |
| Arne Veidung          | Norvège     | Innovation scientifique                                   |
| David Plattner        | États-Unis  | Environnement                                             |
| Raoul Parienti        | France      | Innovation scientifique (Braille)                         |
| Walter Maibaum        | États-Unis  | Conservation d’œuvres d’art                               |
| Demetri Argyropoulos  | Grèce       | Services sociaux                                          |
| Rainer Krell          | Allemagne   | Agriculture                                               |

### 2011
| Lauréats                        | Pays        | Catégorie du prix                              |
| ------------------------------- | ----------- | ---------------------------------------------- |
| James Mancham,                  | Seychelles  | Sens politique                                 |
| Amos Sawyer                     | Liberia     | Sens politique                                 |
| Behgjet Pacolli                 | Kosovo      | Sens politique                                 |
| Thakur Powdyel                  | Bhoutan     | Universitaire                                  |
| M. K. Narayanan (en)            | Inde        | Gouvernance                                    |
| Dr Jagdish Gandhi               | Inde        | Universitaire                                  |
| Vladimir Megre (en)             | Russie      | Littérature                                    |
| Diana Uribe (es)                | Colombie    | Journalisme                                    |
| Norman Inkster (en)             | Canada      | Droit humanitaire                              |
| Phongsavath Boupha              | Laos        | Diplomatie                                     |
| Phra Maha Vudhijaya Vajiramedhi | Thaïlande   | Religion                                       |
| Felino Palafox (en)             | Philippines | Architecture (développement des plans urbains) |
| Richard Ryan Ho Lung            | Jamaïque    | Humanitarisme                                  |
| Viktor Medikov                  | Russie      | Universitaire                                  |
| Emanuel Jones                   | États-Unis  | Politique                                      |
| Thomas Stern                    | États-Unis  | Humanitarisme                                  |
| Yolanda Stern                   | Philippines | Services sociaux                               |
| Roland Mösl (en)                | Autriche    | Invention scientifique (PEGE)                  |
| Aykut Eken                      | Turquie     | Services sociaux                               |

### 2012
| Lauréats                                | Pays        | Catégorie du prix                          |
| --------------------------------------- | ----------- | ------------------------------------------ |
| Bertrand De Speville                    | Royaume-Uni | Anti-corruption                            |
| Hissah Bint Saad Abdulad Salem Al-Sabah | Koweït      | Droit des femmes                           |
| Benjamin Joses Odoki                    | Ouganda     | Justice sociale                            |
| Y. K. J. Yeung Sik Yuen (en)            | Maurice     | Justice sociale                            |
| Deepika Priyadarshani                   | Sri Lanka   | Arts du spectacle                          |
| Naseer Shamma                           | Irak        | Arts du spectacle                          |
| Liisa Kiianlinna                        | Finlande    | Justice sociale                            |
| Ricardo Li Rosi                         | Argentine   | Justice sociale                            |
| James G. Dy                             | Philippines | Humanitarisme                              |
| Haji Ahmad Laksamana Bin Omar           | Malaisie    | Recherche sur le Coran                     |
| Ana Flisser                             | Mexique     | Recherche scientifique (Parasitologie)     |
| Felipe Guhl                             | Colombie    | Recherche scientifique (Maladie de Chagas) |
| Timi Ecimovic                           | Slovénie    | Universitaire                              |
| David Christner                         | États-Unis  | Humanitarisme                              |
| Valery Dubrov                           | Ukraine     | Recherche scientifique (Tuberculose)       |
| Fidel Julian Gutierrez Vivanco          | Pérou       | Universitaire                              |
| Ricardoe Di Done                        | Canada      | Droits des enfants                         |
| Kent Wong                               | Macao       | Humanitarisme                              |
| Boris Astafiev                          | Russie      | Recherche scientifique (physique)          |
| Kostadin Hadzhigaev                     | Bulgarie    | Gouvernance                                |

### 2013
| Lauréats                                  | Pays            | Catégorie du prix                                          |
| ----------------------------------------- | --------------- | ---------------------------------------------------------- |
| Kailash Purryag                           | Maurice         | Sens politique                                             |
| Emil Constantinescu                       | Roumanie        | Sens politique, universitaire                              |
| Arnold Rüütel                             | Estonie         | Sens politique                                             |
| Sadeq al-Mahdi                            | Soudan          | Sens politique                                             |
| Bandar ben Sultan ben Abdelaziz Al Saoud, | Arabie saoudite | Sens politique, universitaire                              |
| Catherine Atoki                           | Nigeria         | Défense des droits de l'Homme                              |
| Malek Jandali                             | Syrie           | Arts du spectacle (compositeur et pianiste), humanitarisme |
| Orhan Güvenen                             | Turquie         | Recherche économique et stratégique, diplomatie            |
| Raoul Weiler (en)                         | Belgique        | Science et technologie                                     |
| Glen Martin                               | États-Unis      | Philosophie de la libération de l'Homme                    |
| Igor Kondrashin                           | Russie          | Philosophie de la science                                  |
| Ferhat Mehenni                            | Algérie         | Droits de l'Homme, politique                               |
| Abdelmajid Amrani                         | Algérie         | Philosophie                                                |
| Jerome Binde                              | France          | Diplomatie internationale et prévoyance                    |
| Ahm Nouman                                | Bangladesh      | Réduction de la pauvreté et humanitarisme                  |
| Yolanda Reyes                             | Philippines     | Architecture, universitaire                                |

### 2014
| Lauréats                       | Pays                             | Catégorie du prix |
| ------------------------------ | -------------------------------- | --- |
| Vytautas Landsbergis           | Lituanie                         | Sens politique |
| Cynthia Villar (en)            | Philippines                      | Réduction de la pauvreté par le biais de moyens de subsistance et de l’intégration des femmes dans le développement                                                 |
| Atiur Rahman (en)              | Bangladesh                       | Contributions en tant qu'économiste |
| Saad Nahar Al-Baddah Almutairi | Arabie saoudite                  | Droits des travailleurs étrangers et la lutte contre la corruption                                                                                                  |
| Manson Fok                     | Chine                            | Médecine (chirurgie œsophagienne et laparoscopique), développement de la biotechnologie médicale et de la philanthropie                                             |
| Dominique Hoppe (en)           | France                           | Consolidation de la paix par le développement des réseaux politiques et diplomatiques, des activités de soutien aux droits de l’Homme et des libertés fondamentales |
| Achyuta Samanta (en)           | Inde                             | Réduction de la pauvreté par l’éducation et l’humanitarisme |
| Hans Köchler (en)              | Autriche                         | Philosophie du droit |
| Parviz Pargari                 | Iran                             | Contribution dans la conception architecturale d’intérieur |
| Yoshinory Asakawa              | Japon                            | Universitaire, recherche en chimie organique et en sciences pharmaceutiques                                                                                         |
| Virima Mudogo                  | République démocratique du Congo | Humanitarisme et recherche scientifique |
| Gerhard Bringmann              | Allemagne                        | Humanitarisme et recherche scientifique |
| Luigi Pellegrini               | Italie                           | Innovation dans les domaines de la pharmacie et de la télémédecine                                                                                                  |
| Kasimierz Glowniak             | Pologne                          | Universitaire, recherche scientifique (pharmacognosie) |

### 2015
| Lauréats                       | Pays               | Catégorie du prix |
| ------------------------------ | ------------------ | --- |
| Shykh Seraj (en)               | Bangladesh         | Réduction de la pauvreté, agriculture, journalisme                                                                              |
| Nora Aunor                     | Philippines        | Réduction de la pauvreté, performances scéniques et cinématographiques internationales des femmes                               |
| António Ramalho Eanes          | Portugal           | Sens politique |
| Stanislav Shushkevichi         | Biélorussie        | Universitaire (physique et mathématiques), sens politique                                                                       |
| Askar Akaïev                   | Kirghizistan       | Sens politique, recherches scientifiques (mathématiques appliquées et optique)                                                  |
| Huang Jiefu                    | Chine              | Droits de l'Homme |
| Susan Briggs                   | États-Unis         | Réponse chirurgicale internationale                                                                                             |
| Alexander N. Chumakov (en)     | Russie             | Philosophie |
| Ivan Mazur                     | Ukraine            | Recherche scientifique, écologie et ingénierie                                                                                  |
| Syunji Sano                    | Japon              | Chirurgie pédiatrique cardiovasculaire                                                                                          |
| Ali Hamad Mohammed Said Efaifa | Qatar              | Réduction de la pauvreté et création d'emplois                                                                                  |
| Pert Blizkovsky                | République tchèque | Diplomatie internationale (Nations unies)                                                                                       |
| Zuriyadda Sakipova             | Kazakhstan         | Universitaire |
| Rob Verpoorte                  | Pays-Bas           | Recherche scientifique (pharmacologie)                                                                                          |
| Mary Pinder                    | Australie          | Médecine (soins intensifs, SRAS et développement international)                                                                 |
| Hans Lehrach                   | Allemagne          | Recherche scientifique (génome humain et biologie des systèmes médicaux)                                                        |
| Zurab Vadachkoria              | Géorgie            | Médecine ; Recherche sur la chirurgie Maxillo-faciale ; Internationalisation de l’éducation médicale                            |
| Hun Many (en)                  | Cambodge           | Jeune politicien, fils de l'actuel 1er ministre du Cambodge ancien Khmer rouge ; Humanitarisme ; Défense de l’héritage culturel |
| Gunther Boon                   | Autriche           | Recherche scientifique (science de la séparation)                                                                               |